# Андриакопулос, Николаос
Нико́лаос Андриако́пулос (греч. Νικόλαος Ανδριακόπουλος; 30 ноября 1877, Греция — 1896) — греческий гимнаст, чемпион летних Олимпийских игр 1896.
Андриакопулос победил в соревнованиях по лазанию по канату, забравшись на 14-метровую высоту быстрее всех. Следующим олимпийским чемпионом от Греции в спортивной гимнастике был Иоаннис Мелиссанидис, ставший чемпионом через 100 лет на летних Олимпийских играх 1996.
Также, в составе одной из греческих команд, он занял второе место в соревнованиях на брусьях.
После Игр стал нотариусом.